# Ревякин, Алексей Игоревич
Алексе́й И́горевич Ревя́кин (9 мая 1982, Москва) — российский футболист, защитник.

## Карьера
Воспитанник СДЮШОР ЦСКА. 18 августа 2011 года подписал контракт с клубом «Урал» из Екатеринбурга до июня 2013 года. По окончании сезона 2012/13 покинул клуб на правах свободного агента. В июле 2013 года подписал контракт с воронежским «Факелом», в команде взял 25 номер. Провел 24 игры, 1866 минут на поле, забил 1 гол, получил две жёлтых карточки, ни разу не получил красную карточку.

## Достижения
Химки
- Победитель Первого дивизиона России: 2006

Урал
- Обладатель Кубка ФНЛ: 2012
- Победитель Первого дивизиона России: 2012/13

Факел
- Победитель зоны «Центр» Второго дивизиона: 2014/15